# Aeropuerto Fernando Luis Ribas Dominicci
El Aeropuerto Fernando Luis Ribas Dominicci (IATA: SIG, ICAO: TJIG, FAA LID: SIG) también conocido comúnmente como Aeropuerto de Isla Grande, es un pequeño aeropuerto ubicado en Isla Grande, (recientemente nombrado el «Distrito del Centro de Convenciones»), en San Juan, estado libre asociado de Puerto Rico. El aeropuerto es propiedad de la Autoridad de Puertos de Puerto Rico y se encuentra junto al nuevo Centro de Convenciones de Puerto Rico, la Bahía de San Juan, y las terminales de cruceros «Pan American Pier» del Puerto de San Juan con amplias vistas al Condado, Miramar, Viejo San Juan y Cataño.
Mientras Isla Grande tiene principalmente actividades de aviación general, todavía es un aeropuerto comercial, que gestiona algunos vuelos nacionales e internacionales comerciales. Según registros de la Administración Federal de Aviación, el aeropuerto tuvo 13.837 embarques de pasajeros en el año 2008, 23.083 embarques en 2009 y 38.363 en 2010.

## Instalaciones y aeronaves
El aeropuerto Fernando Luis Ribas Dominicci cubre un área de 41 ha (102 acres) a una altitud de 3 m (10 pies) sobre el nivel medio del mar. Tiene una pista designada el 9/27 con una superficie de asfalto que mide 1688 x 30 m (5539 por 100 pies).
Para el período de 12 meses que finalizó el 30 de septiembre de 2013, el aeropuerto tuvo 116,447 operaciones de aeronaves, un promedio de 319 por día: 92% de aviación general, 6% de taxi aéreo y 2% de militares. En ese momento había 232 aviones en el aeropuerto: 33% monomotor, 37% multimotor, 1% jet, 24% helicóptero y 6% militar.